# Lyprauta jeremiei
Lyprauta jeremiei är en tvåvingeart som beskrevs av Loïc Matile 1982. Lyprauta jeremiei ingår i släktet Lyprauta och familjen platthornsmyggor.
Artens utbredningsområde är Guadeloupe. Inga underarter finns listade i Catalogue of Life.